# Magyarország az 1981-es úszó-Európa-bajnokságon
Magyarország a Splitben megrendezett 1981-es úszó-Európa-bajnokság egyik részt vevő nemzete volt.

## Versenyzők száma
| Sportág, szakág | Magyar résztvevő | Magyar résztvevő | Magyar résztvevő |
| Sportág, szakág | Férfi            | Nő               | Össz.            |
| Úszás           | 10               | 2                | 12               |
| Műugrás         | 1                | 1                | 2                |
| Vízilabda       | 13               | –                | 13               |
| Összesen        | 24               | 3                | 27               |

## Érmesek
| Érem  | Versenyző | Versenyszám | Versenyszám     | Dátum          |
| ----- | --- | ----------- | --------------- | -------------- |
| Arany | Wladár Sándor | úszás       | Férfi 100 m hát |                |
| Arany | Wladár Sándor | úszás       | Férfi 200 m hát |                |
| Bronz | Bors László Cservenyák Tibor Fehér András Gerendás György Heltai György Horkai György Kenéz György Kis István Kuncz László Schmiedt Gábor Somossy József Sudár Attila Varga János | vízilabda   | Vízilabda       | szeptember 12. |

## Úszás
Férfi
| Versenyző        | Versenyszám    | Előfutam | Előfutam | Előfutam | Döntő    | Döntő    |
| Versenyző        | Versenyszám    | Idő      | Hely.    | Össz.    | Idő      | Helyezés |
| ---------------- | -------------- | -------- | -------- | -------- | -------- | -------- |
| Wladár Zoltán    | 400 m gyors    | 3:58,53  | ?        | ?        | 3:58,99  | 11.      |
| Wladár Zoltán    | 1500 m gyors   | 15:33,80 | ?        | ?        | 15:42,42 | 8.       |
| Nagy Sándor      | 400 m gyors    | 3:56,33  | ?        | ?        | 3:55,86  | 5.       |
| Nagy Sándor      | 1500 m gyors   | 15:55,94 | ?        | 14.      | kiesett  | kiesett  |
| Wladár Sándor    | 100 m hát      | 57:33    | ?        | ?        | 56,72    |          |
| Wladár Sándor    | 200 m hát      | 2:02,08  | ?        | ?        | 2:00,80  |          |
| Verrasztó Zoltán | 200 m hát      | 2:06,55  | ?        | ?        | 2:07,68  | 12.      |
| Verrasztó Zoltán | 200 m vegyes   | 2:07,74  | ?        | ?        | 2:07,19  | 9.       |
| Verrasztó Zoltán | 400 m vegyes   | 4:43,43  | ?        | 20.      | kiesett  | kiesett  |
| Kalló István     | 100 m pillangó | 58,08    | ?        | 24.      | kiesett  | kiesett  |
| Kalló István     | 200 m pillangó | 2:05,17  | ?        | ?.       | 2:05,45  | 14.      |
| Énekes Zoltán    | 100 m pillangó | 58,33    | ?        | 25.      | kiesett  | kiesett  |
| Énekes Zoltán    | 200 m pillangó | 2:04,51  | ?        | ?.       | 2:05,30  | 13.      |
| Dzvonyár János   | 100 m mell     | 1:05,26  | ?        | ?.       | 1:04,44  | 6.       |
| Vermes Albán     | 100 m mell     | 1:07,40  | ?        | 17.      | kiesett  | kiesett  |
| Vermes Albán     | 200 m mell     | 2:19,02  | ?        | ?.       | 2:18,92  | 4.       |
| Hegedűs Gábor    | 200 m mell     | 2:31,95  | ?        | 23.      | kiesett  | kiesett  |
| Hargitay András  | 200 m vegyes   | 2:08,87  | ?        | ?        | 2:08,77  | 13.      |
| Hargitay András  | 400 m vegyes   | kizárva  | kizárva  | kizárva  | kiesett  | kiesett  |

Női
| Versenyző     | Versenyszám  | Előfutam | Előfutam | Előfutam | Döntő   | Döntő    |
| Versenyző     | Versenyszám  | Idő      | Hely.    | Össz.    | Idő     | Helyezés |
| ------------- | ------------ | -------- | -------- | -------- | ------- | -------- |
| Kálmán Andrea | 100 m hát    | 1:06,59  | ?        | 17.      | kiesett | kiesett  |
| Kálmán Andrea | 200 m hát    | 2:18,11  | ?        | ?        | 2:18,63 | 8.       |
| Gulyás Klára  | 200 m vegyes | 2:23,09  | ?        | ?        | 2:22,67 | 13.      |
| Gulyás Klára  | 400 m vegyes | 4:58,79  | ?        | ?        | 4:56,63 | 7.       |

## Műugrás
Férfi
| Versenyző     | Versenyszám      | Végeredmény | Végeredmény |
| Versenyző     | Versenyszám      | Pont        | Helyezés    |
| ------------- | ---------------- | ----------- | ----------- |
| Némedi Károly | 3 m műugrás      | 495,87      | 16.         |
| Némedi Károly | 10 m toronyugrás | 443,40      | 13.         |

Női
| Versenyző      | Versenyszám      | Végeredmény | Végeredmény |
| Versenyző      | Versenyszám      | Pont        | Helyezés    |
| -------------- | ---------------- | ----------- | ----------- |
| Kelemen Ildikó | 3 m műugrás      | 399,78      | 7.          |
| Kelemen Ildikó | 10 m toronyugrás | 361,62      | 5.          |

## Vízilabda

### Férfi
A magyar férfi vízilabda-válogatott kerete:
| Magyar nemzeti férfi vízilabdacsapat-játékoskeret | Magyar nemzeti férfi vízilabdacsapat-játékoskeret | Magyar nemzeti férfi vízilabdacsapat-játékoskeret | Magyar nemzeti férfi vízilabdacsapat-játékoskeret | Magyar nemzeti férfi vízilabdacsapat-játékoskeret | Magyar nemzeti férfi vízilabdacsapat-játékoskeret |
| #                                                 | Név                                               | Poszt                                             | Kor (1981. szeptember 5. szerint)                 |                                                   |                                                   |
| ------------------------------------------------- | ------------------------------------------------- | ------------------------------------------------- | ------------------------------------------------- | ------------------------------------------------- | ------------------------------------------------- |
|                                                   | Bors László                                       | K                                                 | 1959. január 22. (22 évesen)                      |                                                   |                                                   |
|                                                   | Cservenyák Tibor                                  | K                                                 | 1948. augusztus 8. (33 évesen)                    |                                                   |                                                   |
|                                                   | Fehér András                                      | M                                                 | 1954. január 15. (27 évesen)                      |                                                   |                                                   |
|                                                   | Gerendás György                                   | M                                                 | 1954. február 23. (27 évesen)                     |                                                   |                                                   |
|                                                   | Heltai György                                     | M                                                 | 1956. január 11. (25 évesen)                      |                                                   |                                                   |
|                                                   | Horkai György                                     | M                                                 | 1954. július 1. (27 évesen)                       |                                                   |                                                   |
|                                                   | Kenéz György                                      | M                                                 | 1956. június 23. (25 évesen)                      |                                                   |                                                   |
|                                                   | Kis István                                        | M                                                 | 1958. július 25. (23 évesen)                      |                                                   |                                                   |
|                                                   | Kuncz László                                      | M                                                 | 1957. július 29. (24 évesen)                      |                                                   |                                                   |
|                                                   | Schmiedt Gábor                                    | M                                                 | 1962. január 25. (19 évesen)                      |                                                   |                                                   |
|                                                   | Somossy József                                    | M                                                 | 1956. január 2. (25 évesen)                       |                                                   |                                                   |
|                                                   | Sudár Attila                                      | M                                                 | 1954. április 11. (27 évesen)                     |                                                   |                                                   |
|                                                   | Varga János                                       | M                                                 | 1961. február 22. (20 évesen)                     |                                                   |                                                   |
| Szövetségi kapitány: Mayer Mihály                 |                                                   |                                                   |                                                   |                                                   |                                                   |

| Helyezés | Csapat        | M | Gy | D | V | G+ | G– | Gk  | P  |
| -------- | ------------- | - | -- | - | - | -- | -- | --- | -- |
| Arany    | NSZK          | 7 | 6  | 1 | 0 | 67 | 49 | +18 | 13 |
| Ezüst    | Szovjetunió   | 7 | 5  | 1 | 1 | 62 | 53 | +9  | 11 |
| Bronz    | Magyarország  | 7 | 4  | 2 | 1 | 54 | 45 | +9  | 10 |
| 4.       | Jugoszlávia   | 7 | 3  | 0 | 4 | 54 | 62 | –8  | 6  |
| 5.       | Spanyolország | 7 | 1  | 3 | 3 | 55 | 60 | –5  | 5  |
| 6.       | Olaszország   | 7 | 1  | 2 | 4 | 55 | 59 | –4  | 4  |
| 7.       | Románia       | 7 | 2  | 0 | 5 | 49 | 60 | –11 | 4  |
| 8.       | Hollandia     | 7 | 1  | 1 | 5 | 47 | 55 | –8  | 3  |

| 1981. szeptember 5. 14:00 | Szovjetunió                                                | 8–8 | Magyarország                        | Játékvezetők: Klisovic (jugoszláv, David (francia) |
| 1981. szeptember 5. 14:00 | (2–3, 1–2, 2–3, 3–0)                                       |     |                                     | Játékvezetők: Klisovic (jugoszláv, David (francia) |
| 1981. szeptember 5. 14:00 | Akimov, Tretyjakov, Kabanov 2-2 Mengyigalijev, Obotkov 1-1 |     | Kuncz 3, Horkai, Gerendás 2-2 Sudár | Játékvezetők: Klisovic (jugoszláv, David (francia) |

| 1981. szeptember 6. 17:00 | NSZK                                           | 7–4 | Magyarország              | Játékvezetők: Beckelman (holland), Prelovsky (csehszlovák) |
| 1981. szeptember 6. 17:00 | (3–1, 2–1, 0–0, 2–2)                           |     |                           | Játékvezetők: Beckelman (holland), Prelovsky (csehszlovák) |
| 1981. szeptember 6. 17:00 | Otto 3 Steifel, Obschernikat, Stamm, Weyer 1-1 |     | Gerendás 2 Fehér, Kis 1-1 | Játékvezetők: Beckelman (holland), Prelovsky (csehszlovák) |

| 1981. szeptember 7. 20:00 | Magyarország                             | 7–6 | Jugoszlávia                              | Játékvezetők: Pollmann (NSZK), Candasz (görög) |
| 1981. szeptember 7. 20:00 | (1–2, 2–2, 2–1, 2–1)                     |     |                                          | Játékvezetők: Pollmann (NSZK), Candasz (görög) |
| 1981. szeptember 7. 20:00 | Kis, Sudár 2-2 Fehér, Varga, Schmidt 1-1 |     | Bebic 2 Gpcevic, Lozica, Rudic, Roje 1-1 | Játékvezetők: Pollmann (NSZK), Candasz (görög) |

| 1981. szeptember 8. 15:15 | Magyarország                                          | 12–10 | Olaszország                                          | Játékvezetők: Klisovic (jugoszláv), Hantal (török) |
| 1981. szeptember 8. 15:15 | (2–2, 4–2, 4–2, 2–4)                                  |       |                                                      | Játékvezetők: Klisovic (jugoszláv), Hantal (török) |
| 1981. szeptember 8. 15:15 | Gerendás 4, Kuncz 3, Horkai 2 Sudár, Kenéz, Fehér 1-1 |       | Steardo 3, Baldineti, Crovetti, Galli 2-2 Fiorilli 1 | Játékvezetők: Klisovic (jugoszláv), Hantal (török) |

| 1981. szeptember 10. 14:00 | Magyarország                                          | 7–7 | Spanyolország | Játékvezetők: Paggi (olasz), Prelovsky (csehszlovák) |
| 1981. szeptember 10. 14:00 | (2–2, 2–1, 2–2, 1–2)                                  |     |               | Játékvezetők: Paggi (olasz), Prelovsky (csehszlovák) |
| 1981. szeptember 10. 14:00 | Somossy 2 Gerendás, Kenéz, Horkai, Kuncz, Schmidt 1-1 |     |               | Játékvezetők: Paggi (olasz), Prelovsky (csehszlovák) |

| 1981. szeptember 11. 21:15 | Magyarország                                  | 9–5 | Románia                            | Játékvezetők: Donnichi (spanyol), Petrasovits (csehszlovák) |
| 1981. szeptember 11. 21:15 | (2–1, 1–3, 4–1, 2–0)                          |     |                                    | Játékvezetők: Donnichi (spanyol), Petrasovits (csehszlovák) |
| 1981. szeptember 11. 21:15 | Gerendás 4, Kuncz 2 Somossy, Varga, Sudár 1-1 |     | Hagiu 2 Costras, Moiceanu, Popescu | Játékvezetők: Donnichi (spanyol), Petrasovits (csehszlovák) |

| 1981. szeptember 12. 15:15 | Magyarország                               | 7–2 | Hollandia          | Játékvezetők: Paggi (olasz), Candasz (görög) |
| 1981. szeptember 12. 15:15 | (2–1, 3–1, 0–0, 2–0)                       |     |                    | Játékvezetők: Paggi (olasz), Candasz (görög) |
| 1981. szeptember 12. 15:15 | Kuncz 3 Kis, Gerendás, Somossy, Horkai 1-1 |     | Buunk, van Mil 1-1 | Játékvezetők: Paggi (olasz), Candasz (görög) |

| Csapat       | Helyezés |
| ------------ | -------- |
| Magyarország |          |